# Wallnau/Fehmarn

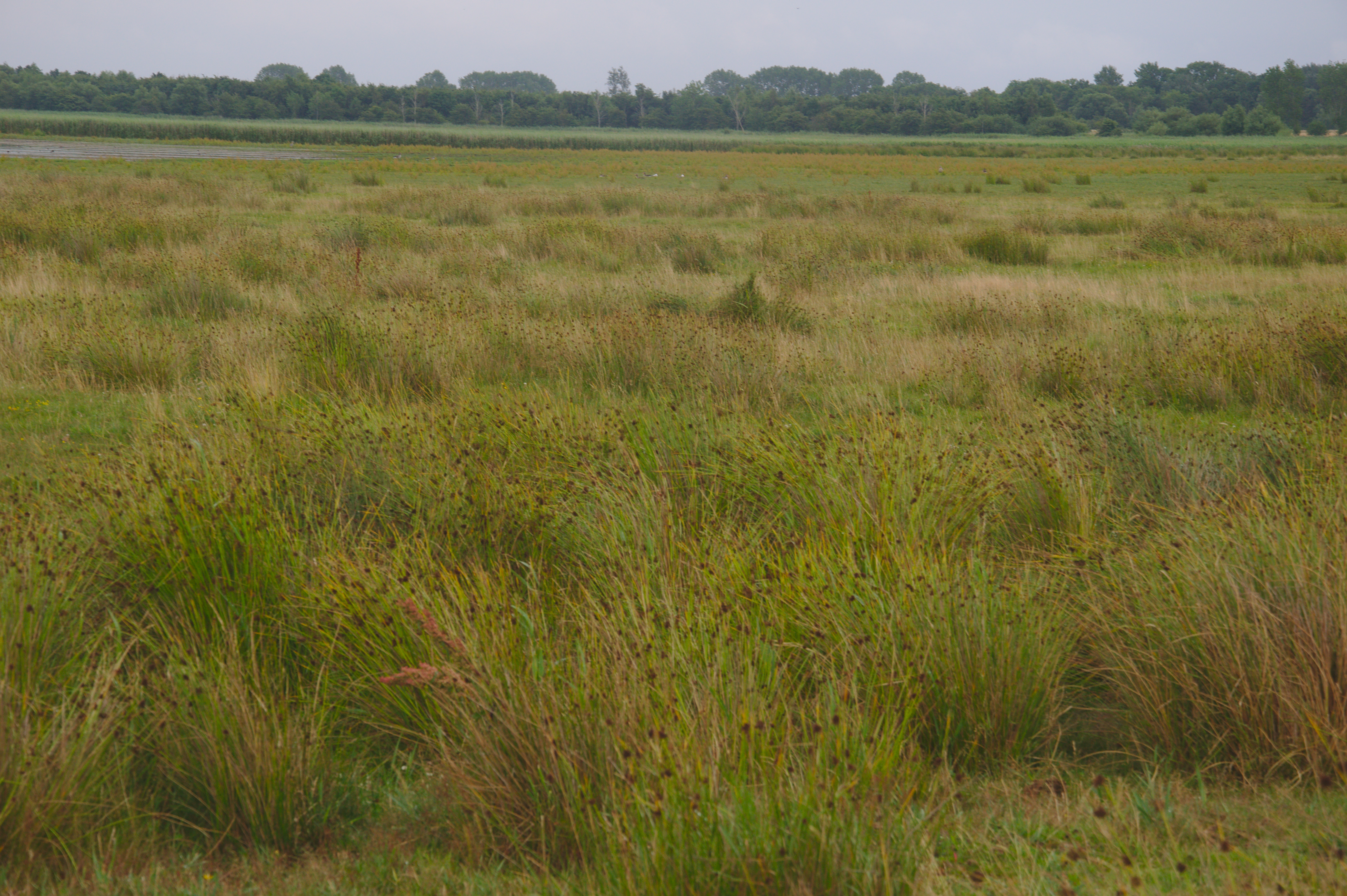
Wallnauer Grünland (2016)

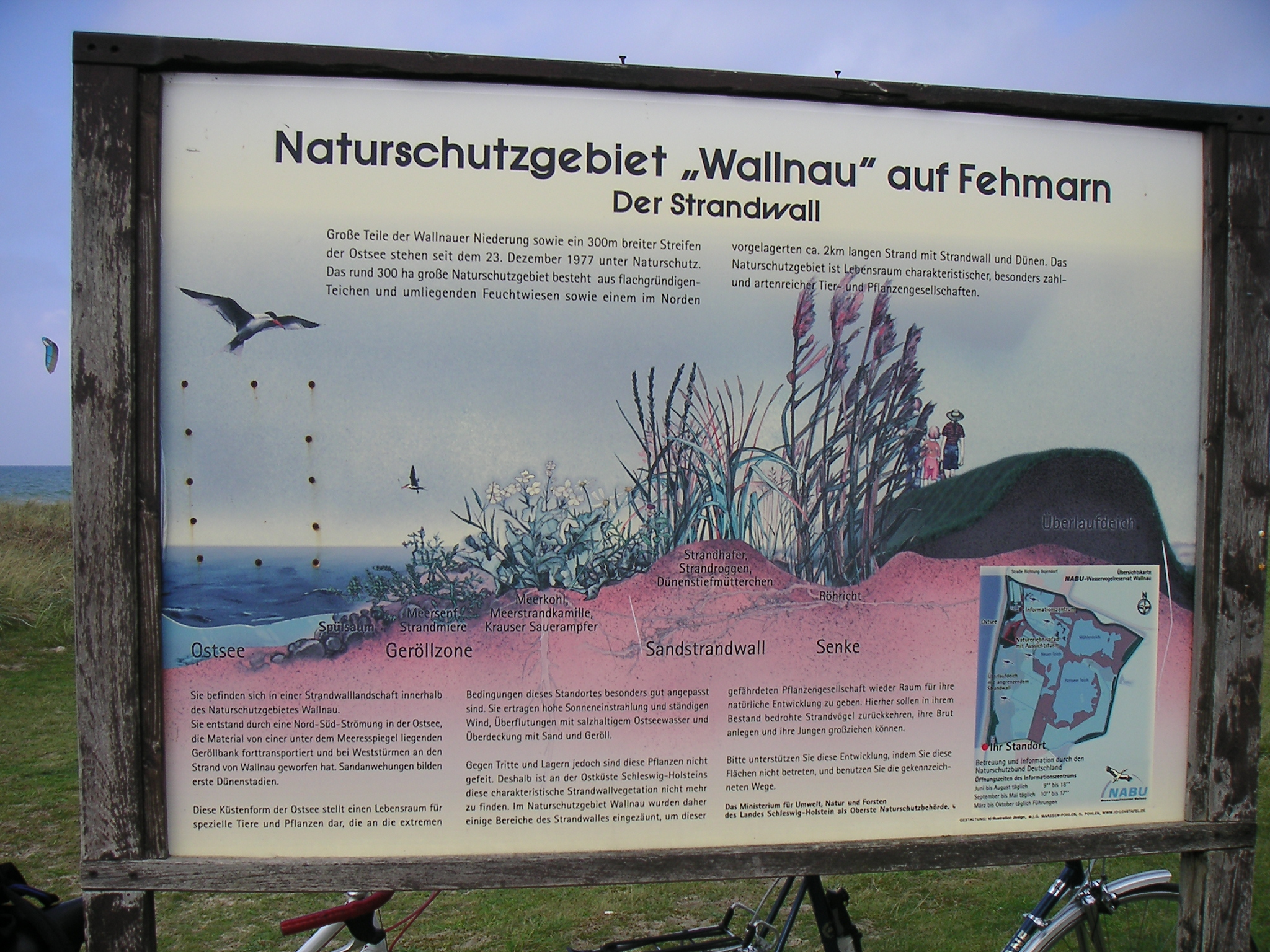
Informationstafel zu Flora und Fauna (2006)

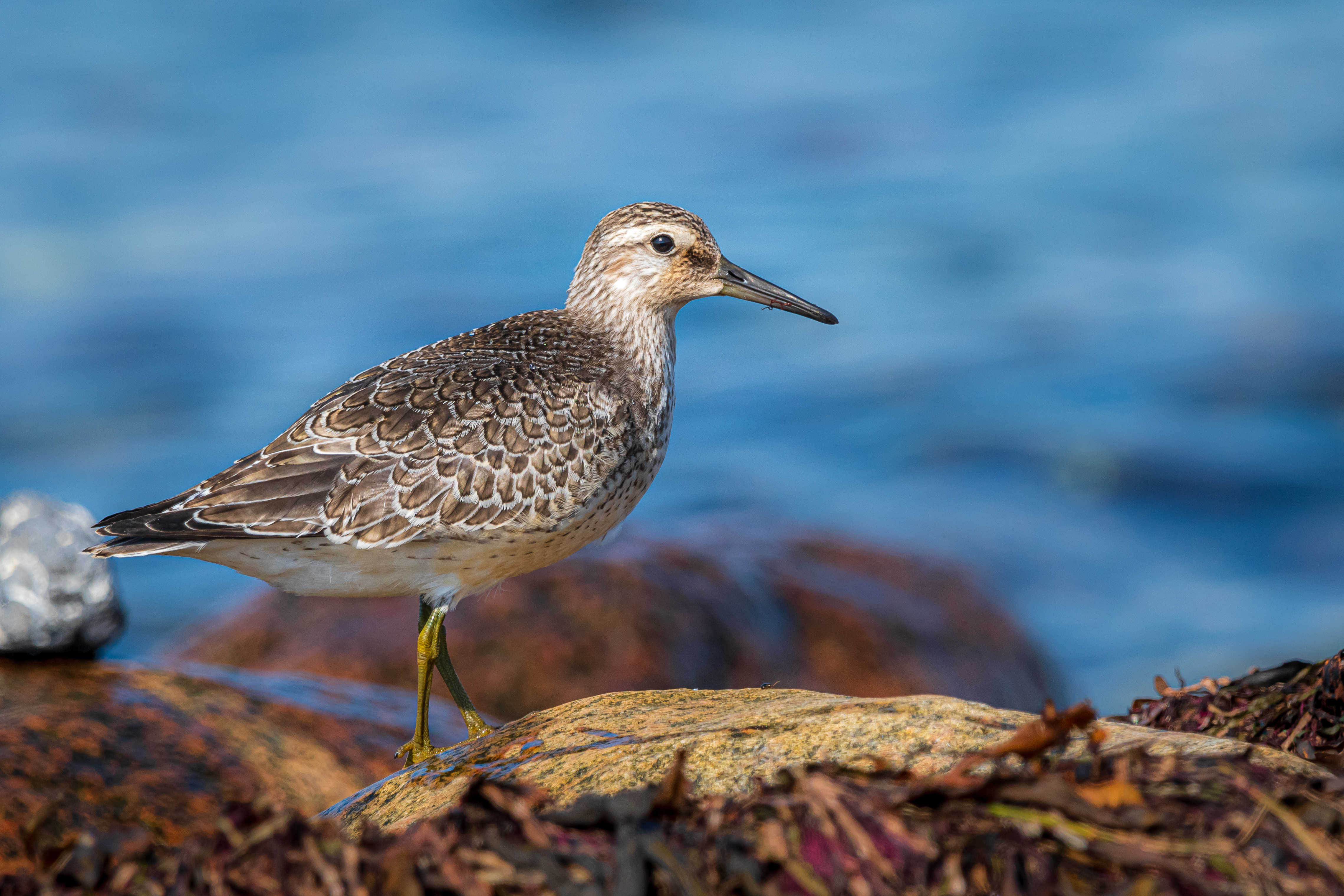
Knutt (Calidris canutus) im NSG Wallnau (2020)

Wallnau/Fehmarn ist ein Naturschutzgebiet im Westen der Ostseeinsel Fehmarn. Es wurde 1977 eingerichtet und gilt als bedeutendes Schutzgebiet für ziehende Vögel.

## Geographie
Das Naturschutzgebiet Wallnau/Fehmarn umfasst ein rund 297 Hektar großes Gebiet, das aus Teichen, Schilfflächen und Wiesen sowie einem Teil der Ostsee und des Strandsaums besteht. Es liegt an der Westküste der Insel. Östlich liegen die Orte Petersdorf und Kopendorf; die Zufahrt mit Kraftfahrzeugen erfolgt aus dem nordöstlich gelegenen Dorf Bojendorf.

## Geologische Entstehung
Die geologische Entstehung des Gebietes ist eng mit der Geschichte des ehemaligen Kopendorfer Sees, auf dessen Fläche sich weite Teile des heutigen Wallnau befinden, verbunden. Der Kopendorfer See war ein flacher Strandsee, der im Verlauf der Küstenbildung nach der letzten Eiszeit im Zuge der Ausgleichsküstenbildung von der Ostsee abgetrennt wurde. Dieser Prozess kann noch heute im Bereich des Krummsteert südlich von Wallnau beobachtet werden.

## Geschichte

### 1866 bis 1976
1866 begann die Trockenlegung des Kopendorfer Sees durch den Ingenieur und Landvermesser Gustav Kröhnke. Der Name Wallnau wurde der so entstandenen neuen Gemarkung im Jahr 1871 verliehen. Kröhnke errichtete ein landwirtschaftliches Gut mit Ackerbau und Viehzucht. Durch die Sturmflut von 1872 wurden die im Rahmen der Trockenlegung errichteten Deiche wieder zerstört und Wallnau von Meerwasser überflutet. 1874 kam es zu einem erneuten Hochwasser, das Kröhnke endgültig zwang, Wallnau zu verkaufen. 
Das Gut wurde von zwei Hamburger Gewürzhändlern erworben, die in Wallnau Kräuteranbau und Viehwirtschaft betreiben wollten. Um 1900 wurde dort durch Bau eines Deiches und mehrerer Zwischendämme ein Teichgut eingerichtet, das 1963 aufgegeben wurde.
Im Jahr 1976 wurde das Teichgut mit seinen Flächen vom Deutschen Bund für Vogelschutz – heute Naturschutzbund Deutschland (NABU) – und dem Kreis Ostholstein erworben.

### Ausweisung als Naturschutzgebiet
Am 23. Dezember 1977 erfolgte die Ausweisung als Naturschutzgebiet unter der Nummer 89. Im März 2010 wurden dem NABU die Betreuung dreier weiterer Schutzgebiete auf Fehmarn übertragen. Damit wurde ein vernetztes Schutzgebietssystem auf Fehmarn geschaffen. Zwei Teilflächen befinden sich zwischen dem NSG Wallnau/Fehmarn und dem ebenfalls vom NABU betreuten NSG Krummsteert-Sulsdorfer Wiek/Fehmarn. Das Fehmarner NSG Grüner Brink, die Halbinsel Spitzenorth und die Inseln in der Lemkenhafener Wiek, die u. a. eine große Silbermöwenkolonie beherbergen, werden ebenfalls vom NABU betreut. Die beiden letztgenannten Gebiete fallen unter die EU-Vogelschutzrichtlinie bzw. sind Fauna-Flora-Habitat-Gebiete im europaweiten Schutzgebietsnetz Natura 2000.

## Ökologie, Flora und Fauna
Über 270 Vogelarten nutzen die Flächen des Naturschutzgebietes als Rast- und Ruheort auf ihrem Zug. Rund 100 Arten brüten in Wallnau, darunter seltene Vogelarten wie Rothalstaucher und Zwergseeschwalbe. Auf den Wiesen des NSG werden Galloway-Rinder gehalten, deren Fleisch vom NABU vermarktet wird.
Das NSG wird vom NABU unter der Bezeichnung „NABU Wasservogelreservat Wallnau“ betrieben. Der Zutritt zum NSG ist nur gegen Zahlung von Eintritt möglich. Rund 30.000 Menschen besuchen pro Jahr das NSG. Mitarbeiter des NABU nehmen Aufgaben des Naturschutzdienstes des Landes Schleswig-Holstein wahr. Seit 2004 werden Aktivitäten zum Amphibienschutz vom NABU Wallnau vorgenommen. In den Gebieten werden Kreuzkröten und Wechselkröten kartiert. 
Das Naturschutzzentrum „Altes Gutshaus“ im NSG beherbergt eine Ausstellung zum Vogelzug, einen gastronomischen Betrieb, Seminarräume sowie einen Laden. Die sieben haupt- und bis zu 25 ehrenamtlichen Mitarbeiter leisten die naturschutzfachliche Betreuungsarbeit und Öffentlichkeitsarbeit. Das Zentrum ist als Träger von Bildungsangeboten zur nachhaltigen Entwicklung zertifiziert.
Das Naturschutzgebiet kann jederzeit von einem Weg auf der Krone des Sommerdeiches eingesehen werden. Von März bis Oktober ist das Informationszentrum des NABU geöffnet, das auch Führungen durch das Areal anbietet.